# 용산전자상가

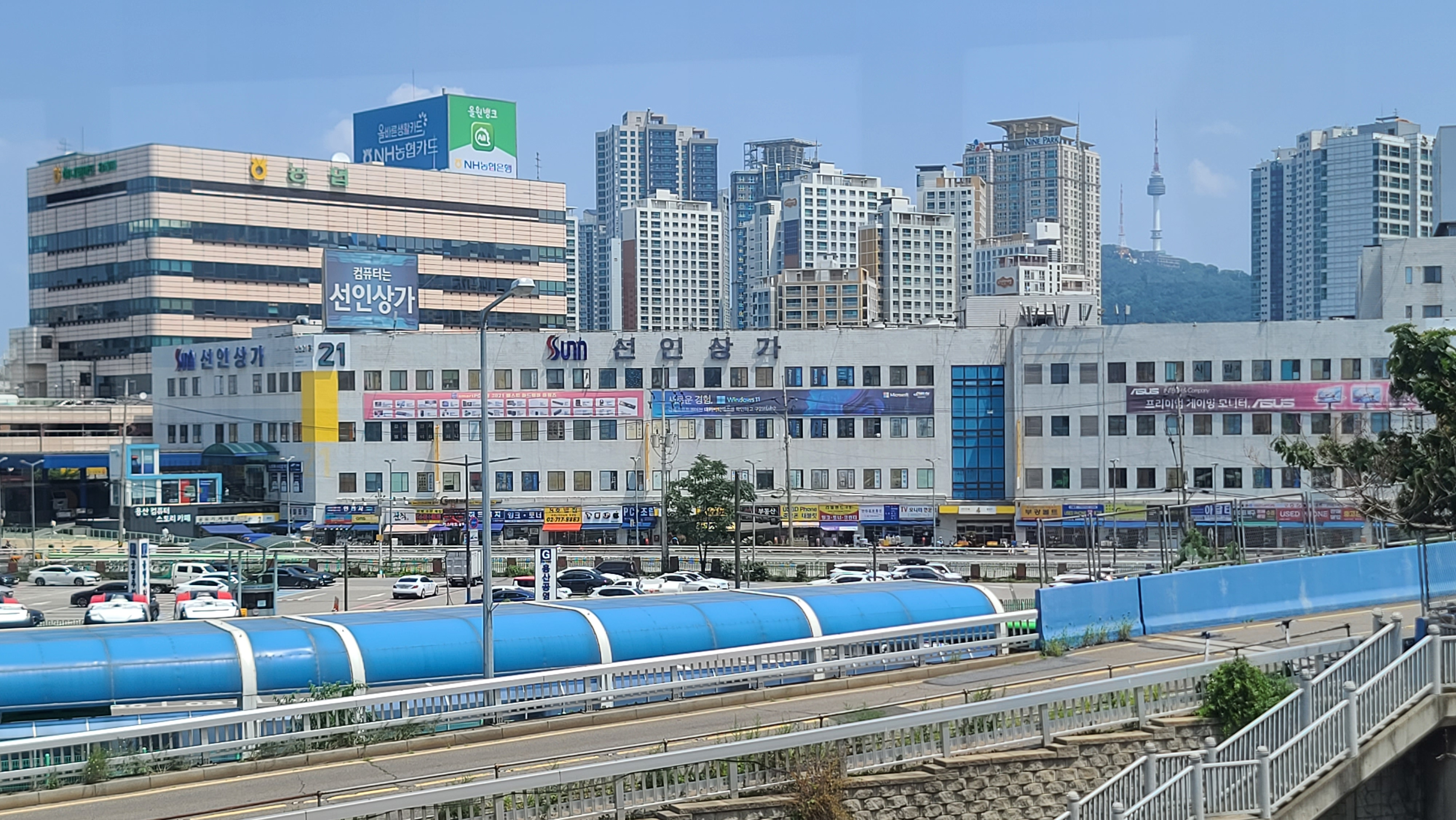
2022년 선인상가의 모습

용산전자상가(龍山電子商街)는 대한민국 서울특별시 용산구에 위치한 컴퓨터·전자·전기 관련 물품의 상점들이 밀집해 있는 대표적인 상업 구역이다. 전자랜드, 선인상가, 나진상가 등 대형 상가들로 구성되어 있으며, 컴퓨터 하드웨어 및 소프트웨어는 물론 조명기구, 전기·전자제품 등 다양한 품목을 취급하고 있다.
인터넷이 보급되기 이전에는 일반적인 오프라인 상가의 형태로 운영되었으나, 인터넷의 확산에 따라 소비자들은 온라인을 통해 사전에 제품을 주문한 후 현장에서 수령하거나 택배를 통해 제품을 받아볼 수 있게 되었다. 현재 용산전자상가에 입점한 상당수의 업체는 가격 비교 사이트인 다나와(DANAWA.COM)에 제품 정보를 등록하고 있으며, 이를 통해 소비자들은 각 제품의 실시간 판매 가격을 손쉽게 확인할 수 있다.

## 역사
용산전자상가는 청계천 세운상가에 밀집해 있던 전자상들을 당시 용산역 서부에 위치한 청과물시장 부지로 이전하기 위한 도시계획에 따라 조성되었다. 이에 따라 기존의 청과물시장은 가락동 농수산물도매시장으로 이전하였으며, 해당 부지에는 1987년 7월 1일 용산전자상가가 본격적으로 들어서게 되었다.
1990년대에는 컴퓨터 및 관련 부품, 전자제품에 대한 수요가 급증하면서 용산전자상가는 전성기를 맞이하였고, 국내 최대의 전자상가로 자리매김하였다. 그러나 2000년대에 들어서면서 인터넷 쇼핑몰의 급속한 성장, 대형 전자제품 전문 매장의 등장, 그리고 유통 환경의 변화 등 복합적인 요인으로 인해 상가의 매출은 점차 감소하기 시작하였다.
더불어 일부 상점에서의 불친절한 응대, 중고 제품을 신제품으로 속여 판매하는 행위, 강매 및 협박과 같은 비윤리적인 영업 행태가 사회적 문제로 대두되었으며, 이에 따른 소비자 신뢰 하락과 부정적인 이미지의 확산은 방문객 수의 지속적인 감소로 이어졌다.
2010년대에 접어들면서 스마트폰을 비롯한 다양한 스마트기기의 대중화로 전자제품 소비 양상이 크게 변화하였다. 소비자들은 데스크톱 컴퓨터나 부품 중심의 소비에서 벗어나 모바일 기기 위주의 소비 패턴을 보이게 되었으며, 이에 따라 용산전자상가의 주력 판매 품목에 대한 수요는 급감하였다.
인터넷 쇼핑몰, 오픈마켓, 대형 온라인 플랫폼의 활성화로 인해 소비자들은 손쉽게 가격을 비교하고 제품을 온라인으로 구매할 수 있게 되었고, 이는 오프라인 중심의 용산전자상가에게 큰 위협 요인으로 작용하였다. 이로 인해 상가 내 공실률이 점차 증가하였고, 영업을 중단하는 점포가 늘어나면서 상권 전반의 활력은 현저히 저하되었다.
2020년대에 들어서면서 이러한 쇠퇴는 더욱 가속화되었다. 코로나19 팬데믹은 비대면 소비를 급격히 확산시켰고, 오프라인 매장을 기반으로 운영되어 온 용산전자상가는 직접적인 타격을 입었다. 팬데믹 기간 동안 방문객 수는 급감하였으며, 많은 점포들이 영구적으로 폐업하거나 리모델링을 통해 타 업종으로 전환되기에 이르렀다.
한편, 일부 업자들이 그래픽카드 등 고가 부품의 초기 물량을 독점하거나 지나치게 높은 가격에 판매하는 등의 행위가 사회적 논란을 야기하기도 하였다. 이에 따라 일부 유통사는 기존의 총판 및 용산 상가 유통 구조를 배제하고, 온라인 플랫폼을 통해 소비자에게 직접 제품을 공급하는 방식으로 유통 경로를 재편하기에 이르렀다.
이와 같은 변화 속에서 용산전자상가는 과거의 명성을 회복하기 위한 다양한 시도를 전개하고 있으나, 디지털 전환과 소비자 구매 행태의 근본적인 변화에 효과적으로 적응하지 못할 경우, 상권의 회복은 쉽지 않을 것이라는 우려의 목소리도 존재한다.

## 상가 구성

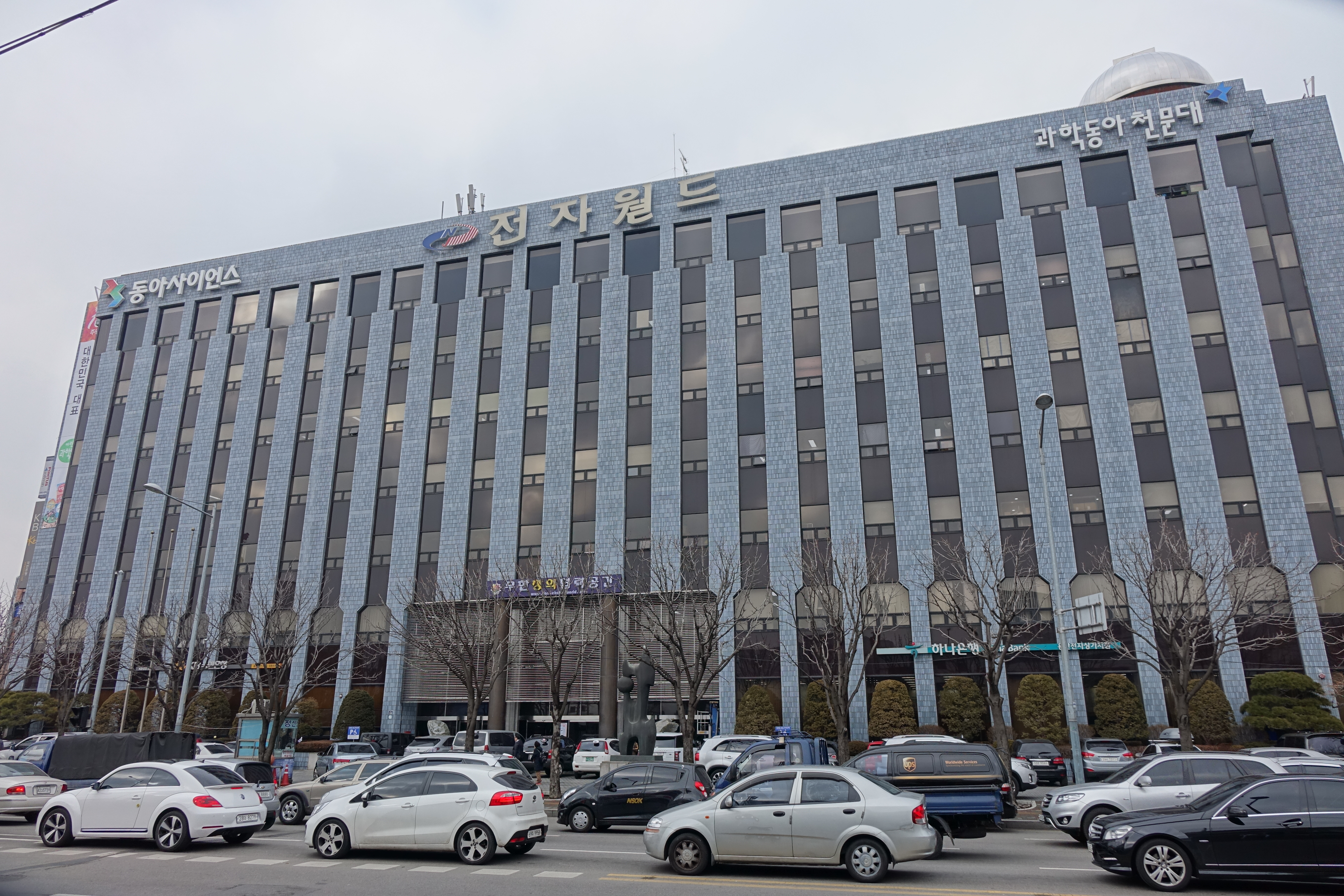
전자월드

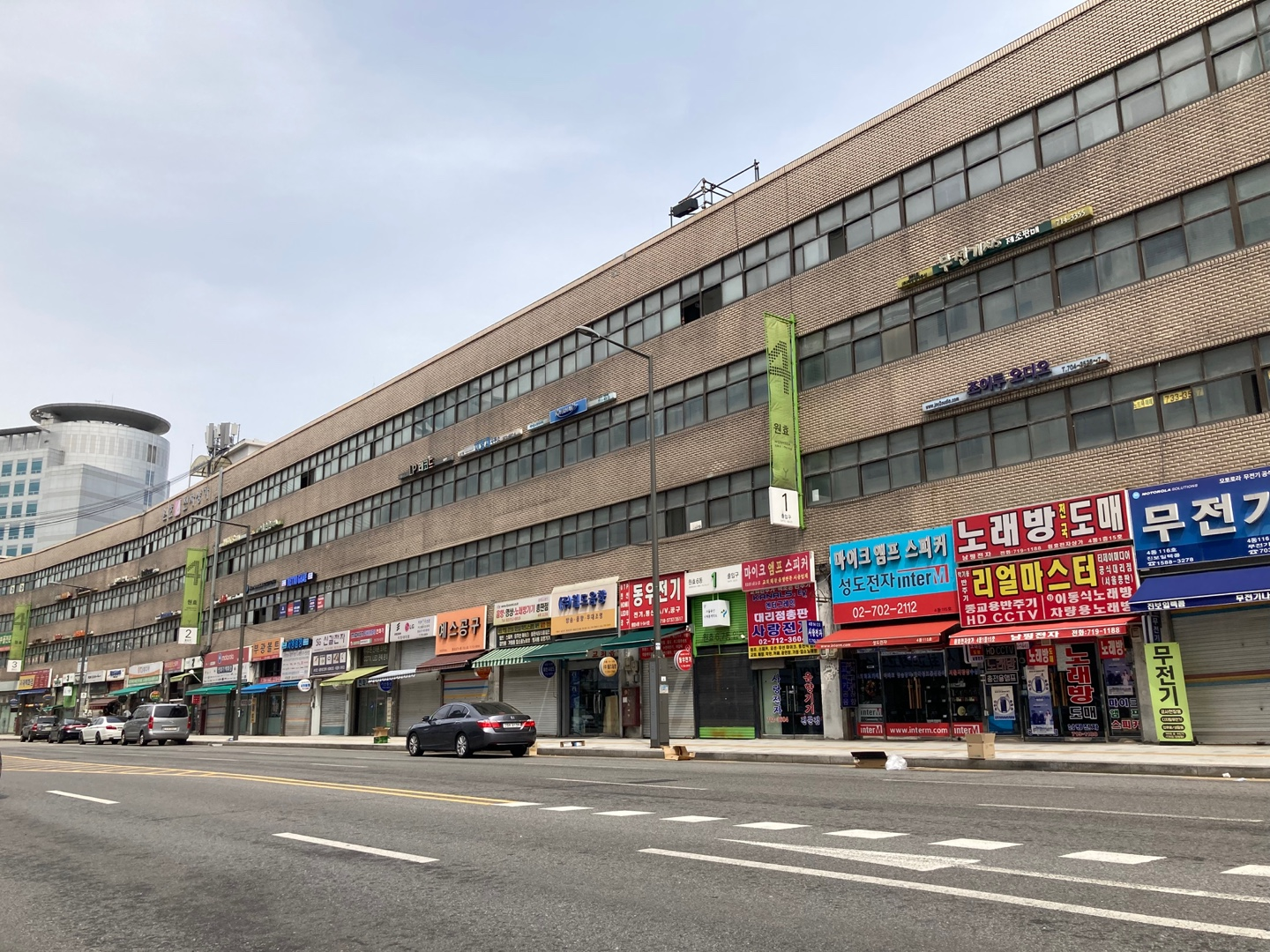
원효상가(청파로 83)

### 원효상가
용산전자상가의 서부에 위치하며, 4-7동을 담당하고 있다. 주로 전기와 조명기구 등을 취급한다.

### 전자랜드
용산전자상가의 서부에 위치한 대형 쇼핑몰로, 전자기기, 가전제품, 컴퓨터 등 대부분의 제품을 취급하고 있다. 4,5층에는 멀티플렉스 극장인 롯데시네마 용산관(구 랜드시네마)가 위치하고 있으며, 5층에는 건담 관련 물품을 판매하는 건담베이스가 있다.

### 나진상가

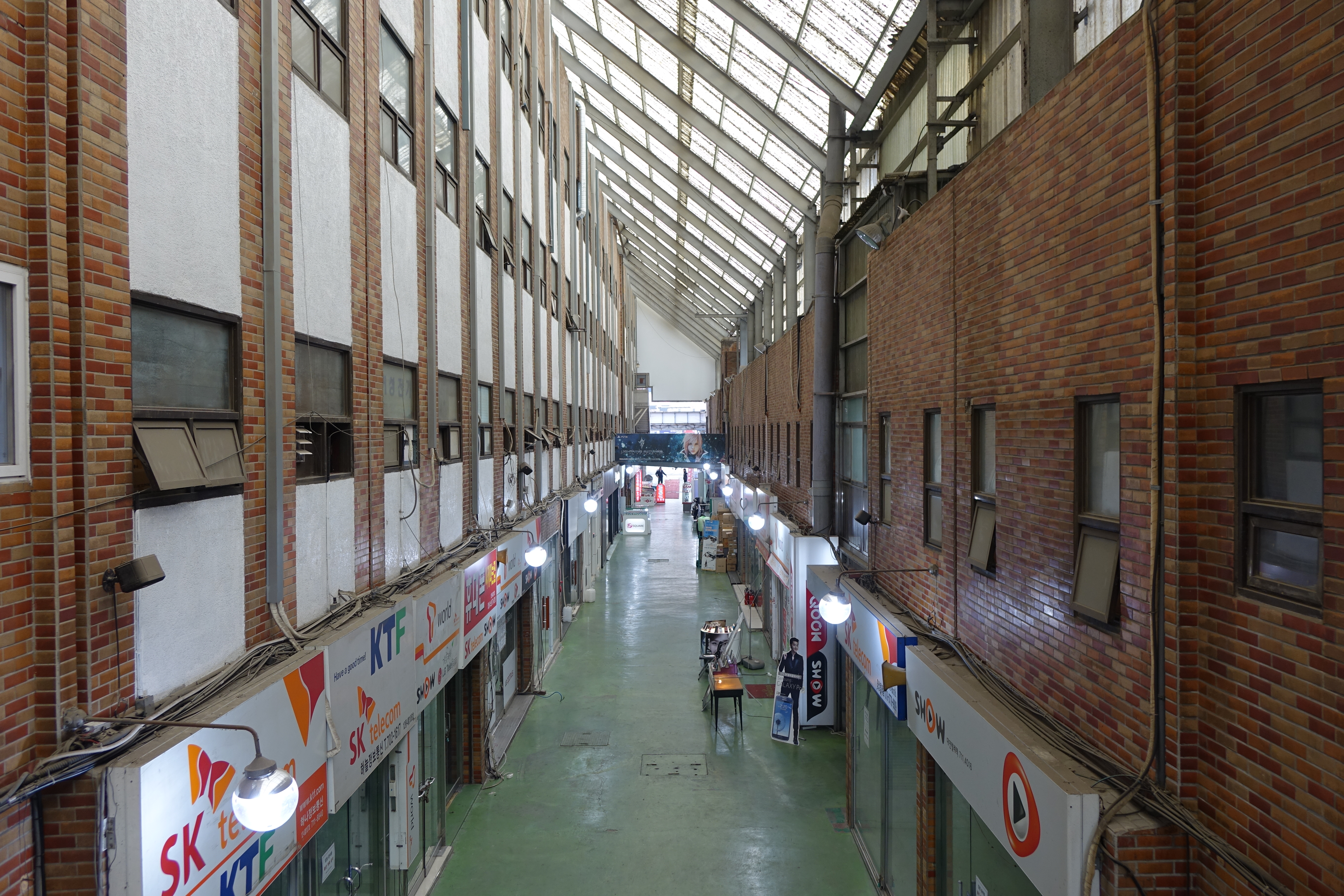
나진상가

용산전자상가의 중부에 위치하며, 사거리를 끼고 있다. 취급 물품은 동마다 달라, 12, 13동은 휴대전화, 게임기 등 전자기기를 취급하고 있으며, 17-20동은 컴퓨터와 그 주변기기를 주로 취급하고 있다.

### 선인상가
용산전자상가의 남부에 위치하고 있다. 21-22동으로 구성되어 있으며, 컴퓨터와 그 주변기기를 취급한다. 입구에는 작은 컨테이너 건물에 애플 컴퓨터가 전시되어 있는 '용산 컴퓨터 스토리 카페'가 있으며, 삼각형으로 된 건물 구조 때문에 처음 방문시 길을 잃기 쉽다. 컴퓨터 부품을 진열하고 보여주는 매장들은 주로 2층에 형성되어 있다.
컴퓨터 하드웨어 부분 업그레이드, 교환 시 필요한 부품도 취급한다.

### 터미널 전자상가
수도권 전철 1호선 용산역과 연결되어 있는 상가였으나, 2014년 5월경에 모두 철거되었다. 기존의 통로는 끝부분에 엘레베이터와 계단을 설치하여 이용할 수 있도록 유지해놓았다.
철거 후 그 자리에는 용산관광호텔이 2014년에 착공하였고, 2017년 6월에 국내 최대규모인 용산관광호텔이 완공 및 용산역과 연결되었다.

## 교통
- ● 수도권 전철 1호선: 용산역
- ● 수도권 전철 4호선: 신용산역
- ● 서울 지하철 6호선: 효창공원앞역
- ● 수도권 전철 경의·중앙선: 용산역, 효창공원앞역
- 경춘선 ITX-청춘, 호남선, 전라선, 장항선: 용산역

## 사회적 인식
용산전자상가는 1990년대 이후 대한민국을 대표하는 전자제품 전문 상가로 자리매김하였다. 그러나 상가 직원들의 불친절한 태도 등으로 인해 소비자들 사이에서 부정적인 인식이 확산되기 시작하였다. 여기에 더하여, 인터넷 쇼핑몰의 급속한 성장으로 인해 상가의 매출이 감소하자, 일부 매장에서는 매출 증대를 위한 불공정 거래가 이루어지기도 하였다. 중고 제품을 신제품으로 속여 판매하거나, 전자기기의 필수 부속품을 별매품으로 안내하며 고가에 판매하는 등의 행위가 대표적이다. 2007년에는 강매 및 협박 행위가 이루어지고 있다는 사실이 KBS 9시 뉴스를 통해 보도되어 사회적 파장을 일으켰다.
이와 유사한 문제는 2008년 9월 MBC의 프로그램 《불만제로》에서도 지적되었다. 해당 방송에서는 DSLR 카메라의 가격을 허위로 안내하거나, 진열품을 재포장하여 판매하며, 점포 간 수신호를 주고받는 등의 부당한 판매 관행이 적발되었다. 이러한 일련의 사건들로 인해 용산전자상가에 대한 신뢰는 크게 저하되었고, 자연스럽게 방문자 수도 점차 줄어들게 되었다.
인터넷이 보급되기 이전에는 상가 내에서 과도한 호객 행위가 자주 이루어져 손님들에게 불쾌감을 주는 일이 많았다. 소비자들은 보다 저렴한 가격에 물건을 구매하기 위해 여러 매장을 직접 돌아다니며 발품을 팔아야 했다. 그러나 인터넷이 널리 보급되면서 다수의 매장이 온라인 판매를 시작하였고, 소비자들은 각 상점의 판매가를 인터넷을 통해 비교한 뒤 선결제를 통해 제품을 구매할 수 있게 되었다. 이로 인해 상가 내 호객 행위는 점차 자취를 감추게 되었다.

## 같이 보기
- 대한민국의 시장 목록